# 赫尔贝里环形山
赫尔贝里环形山（Helberg）是位于月球背面北半部一座古老的大撞击坑，约形成于39.2-38.5亿年前的酒海纪，其名称取自美国航天航空工程师罗伯特·J·黑尔贝格(Robert J. Helberg，1906年-1967年)，1970年被国际天文学联合会正式批准接受。

## 描述
该陨坑西侧几乎与罗伯逊环形山相接壤、西北毗邻伯克纳环形山，往东面更远处则坐落着贝尔环形山。该陨坑中心月面坐标为22°38′N 102°28′W / 22.63°N 102.46°W，直径61.93公里，深度约2.72公里。
赫尔贝里环形山是一座已受侵蚀的撞击坑，它东北偏北部分坐落在卫星坑"赫尔贝里 C"的坑壁上，而东南侧则被卫星坑"赫尔贝里 H"覆盖，南侧边缘有些不规则，西南部略微向外突出。它的坑壁最大高出周边地形1220米，内部容积约3280公里3。坑内靠近北侧内壁坐落一座残迹坑，除此外，没有其它较醒目的地貌结构。
赫尔贝里环形山所在区域有时在月球摄动期间会进入，因此，在照明条件较好时可观察它，但即使在种的情况下也只能看到其侧面，更多的细节无法看清。

## 卫星陨石坑
按惯例，最靠近赫尔贝里环形山的卫星坑将在月图上以字母标注在它的中心点旁边.

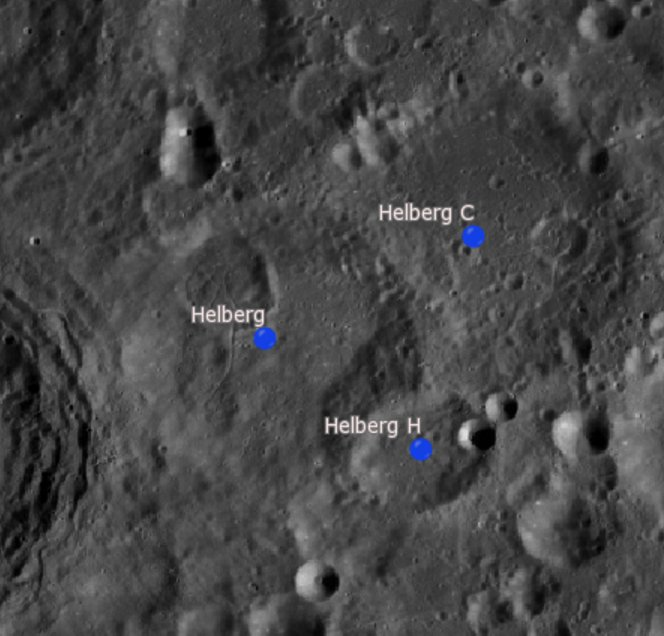
卫星坑图， 月球勘测轨道飞行器拍摄。

| 赫尔贝里 | 纬度    | 经度     | 直径    |
| -------- | ------- | -------- | ------- |
| C        | 23.4° N | 100.6° W | 70 公里 |
| H        | 21.8° N | 101.2° W | 29 公里 |

## 参引资料
1. 1 2 3 4  Lunar Impact Crater Database
2. ↑   (PDF).   [2017-03-24]. （原始内容存档 (PDF)于2016-12-13）.
3. ↑  .   [2017-03-24]. （原始内容存档于2019-11-07）.

## 另请参阅
- Andersson, L. E.; Whitaker, E. A. . NASA RP-1097. 1982.
- Blue, Jennifer. . USGS. July 25, 2007  [2007-08-05]. （原始内容存档于2015-05-26）.
- Bussey, B.; Spudis, P. . New York: Cambridge University Press. 2004. ISBN 978-0-521-81528-4.
- Cocks, Elijah E.; Cocks, Josiah C. . Tudor Publishers. 1995. ISBN 978-0-936389-27-1.
- McDowell, Jonathan. . Jonathan's Space Report. July 15, 2007  [2007-10-24]. （原始内容存档于2015-01-12）.
- Menzel, D. H.; Minnaert, M.; Levin, B.; Dollfus, A.; Bell, B. . Space Science Reviews. 1971, 12 (2): 136–186. Bibcode:1971SSRv...12..136M. doi:10.1007/BF00171763.
- Moore, Patrick. . Sterling Publishing Co. 2001. ISBN 978-0-304-35469-6.
- Price, Fred W. . Cambridge University Press. 1988. ISBN 978-0-521-33500-3.
- Rükl, Antonín. . Kalmbach Books. 1990. ISBN 978-0-913135-17-4.
- Webb, Rev. T. W.  6th revised. Dover. 1962. ISBN 978-0-486-20917-3.
- Whitaker, Ewen A. . Cambridge University Press. 1999. ISBN 978-0-521-62248-6.
- Wlasuk, Peter T. . Springer. 2000. ISBN 978-1-85233-193-1.